# Fahle Martin
Fale Martin, född 17 april 1843 i Enköping, död 25 januari 1888 i Sankt Nikolai församling, Stockholmvar en svensk översättare, författare och konstnär.
Han var son till provinsialläkaren Paul August Martin och Amalia Christina Albertina Lindström. Martin studerade vid Konstakademien i Stockholm och framträdde därefter som djurmålare. Som författare skrev han poem under signaturen Prosper Bloch och översatte bland annat Mark Twains Kattguld 1877.